# Électorat de Mayence
780–1803
Entités précédentes :
- Duché de Franconie

Entités suivantes :
- République de Mayence

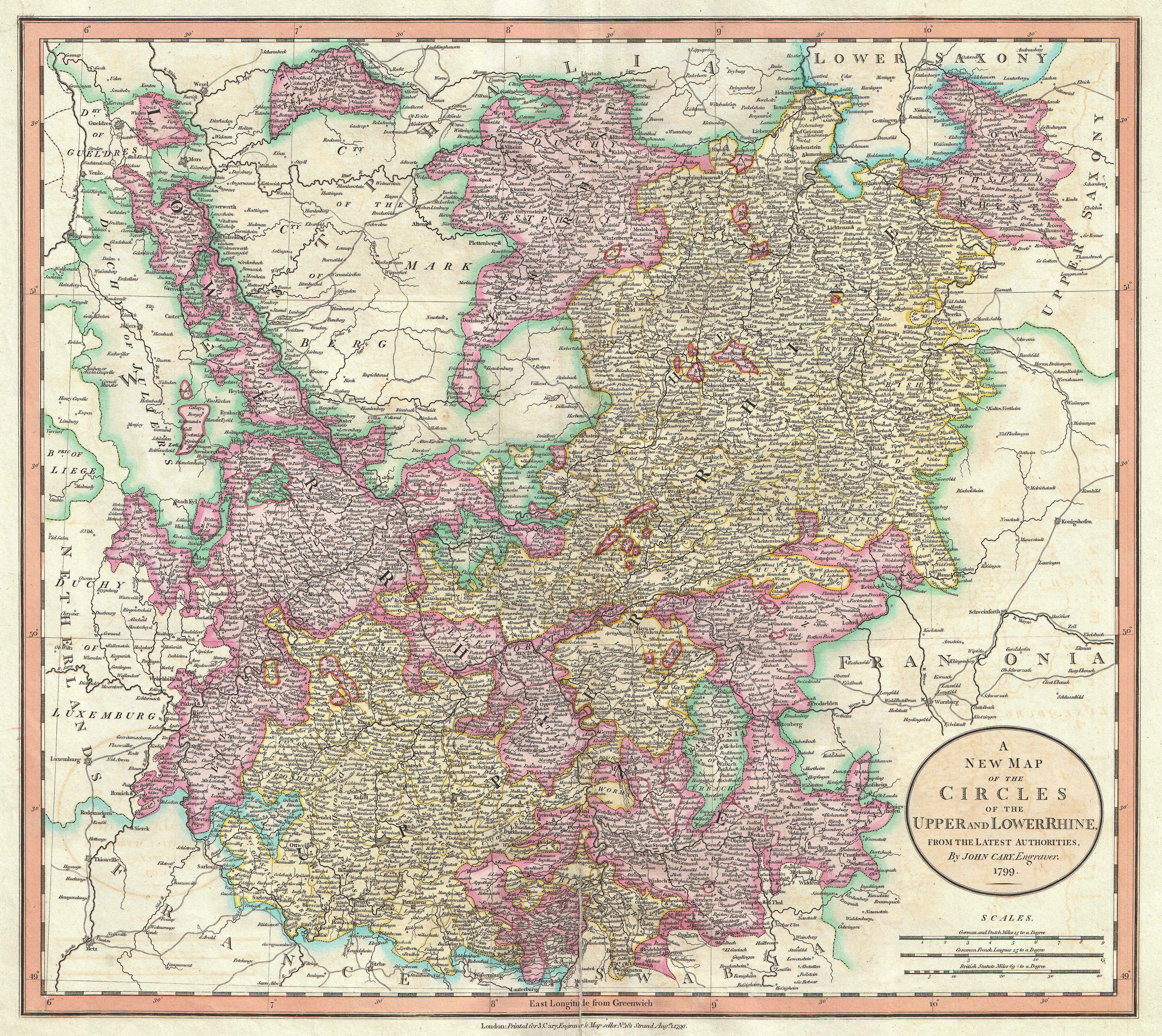
L'électorat de Mayence (en rose).

L’électorat de Mayence (en allemand : Kurmainz) était une principauté du Saint-Empire romain germanique administrée par le prince-archevêque de Mayence. Il formait, avec l'électorat de Cologne et l'électorat de Trèves, l'une des trois principautés ecclésiastiques électorales du Saint-Empire. Aux trois archevêques rhénans revenait depuis le XIIIe siècle, avec le comte palatin du Rhin, le margrave de Brandebourg, le duc de Saxe et le roi de Bohême, le droit exclusif d'élire le roi de Germanie et l'empereur. À partir de 1512, l'électorat de Mayence rejoint le cercle électoral du Rhin.

## Frontières de l’électorat et de l’archidiocèse
Les frontières de l’électorat (la principauté), de l'archidiocèse et de la province ecclésiastique ne coïncidaient pas. À l’intérieur de la principauté électorale (ou électorat), l’archevêque de Mayence était un prince temporel bénéficiant de l’immédiateté impériale, dans le périmètre de la province ecclésiastique ou de l'archidiocèse, son autorité était uniquement spirituelle.
L'autorité spirituelle de l’archevêque de Mayence, en tant qu’évêque métropolite, s’étendait à proprement parler sur la province ecclésiastique de Mayence, de laquelle dépendaient au Haut Moyen Âge les diocèses de Worms, de Spire, de Constance, de Strasbourg, d’Augsbourg, de Coire, de Wurtzbourg, d’Eichstätt, de Paderborn et de Hildesheim.
L’archidiocèse de Mayence formait un territoire qui s’étendait du Hunsrück au nord au-delà du massif d’Odenwald et des monts de Vogelsberg jusqu’à Einbeck et la vallée de la Saale.
La principauté de Mayence (ou l’électorat de Mayence), contrairement au diocèse, était un fief très morcelé qui, en 1787, comprenait : 
- l’archevêché inférieur, comprenant Mayence et quelques faubourgs au sud de cette ville, le Rheingau, la région autour de Bingen, la juridiction d’Oberlahnstein et une longue bande de territoires s'étendant au nord-est de Mayence depuis Höchst et les monts du Taunus jusqu’au château de Königstein ;
- l’archevêché supérieur, c'est-à-dire un territoire en forme d’équerre s’étendant de Seligenstadt au nord jusqu'à Heppenheim et Walldürn au sud, en passant par la Bergstraße et le massif d’Odenwald, arrosé par le Main, avec pour chef-lieu Aschaffenburg.

S'y ajoutaient encore quelques dépendances hessoises, les juridictions d’Erfurt et d’Eichsfeld ainsi que des portions des comtés de Rieneck (dans le cercle de Franconie) et de Königsstein (dans le cercle du Haut-Rhin), du comté de Gleichen et de la vicomté de Kranichfeld.
La superficie de la principauté était au total de 6 150 km2, avec une population de 350 000 habitants, dont 30 000 pour la seule ville de Mayence.

## Évolution de l’électorat
La fondation définitive de la principauté de Mayence date de l’hiver 780-781. Jusqu’au XIIIe siècle, son développement territorial est lié à la puissance croissante de l'archevêque de Mayence, plus haute autorité spirituelle (en tant que primat d'Allemagne) et temporelle (en tant qu’archichancelier) d'Allemagne.

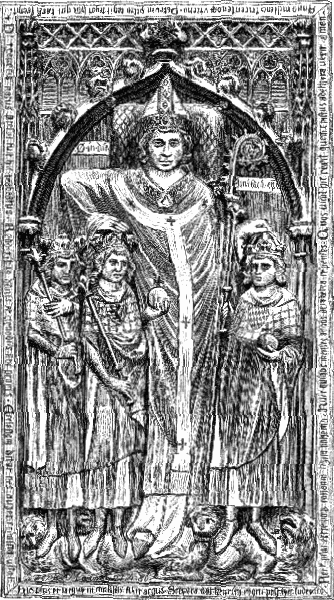
Tombeau de l'archevêque Pierre d'Aspelt dans la cathédrale de Mayence. Le prince-électeur est représenté en costume de cérémonie. Par-dessus la chasuble, naguère en forme de cloche, le prélat arbore le pallium, insigne de sa dignité épiscopale. Les trois rois sont ceux qu'il a couronnés : Jean Ier de Bohême, les empereurs Henri VII et Louis IV. Leur petite taille rehausse le prestige du prélat. Les frises architectoniques sont d'inspiration gothique.

La fin du Moyen Âge se caractérise comme une phase de territorialisation et de regroupement des possessions alors encore distinctes du prince-électeur et de l'archevêque, phase qui ne prit fin qu'avec la querelle du canonicat de Mayence en 1462.
Au cours de la Réforme, Mayence dut endurer de lourdes pertes territoriales, qu'elle ne recouvra (en tant que membre de la Ligue catholique) que dans une moindre mesure au cours de la Contre-Réforme et de la guerre de Trente Ans.
Des traités de Westphalie à la sécularisation de 1803, la principauté, du point de vue territorial, cessa d’évoluer. À la stagnation succéda la perte définitive de sa prééminence politique.

## Les couches sociales au sein de l’électorat
On peut distinguer quatre grandes classes sociales au sein de l'électorat. La classe la plus nombreuse était celle des paysans, qui étaient dans une situation de dépendance. Toutes les terres cultivables appartenaient aux classes privilégiées, en l'occurrence au prince-électeur, au chapitre canonial, aux monastères et aux seigneurs, qui tiraient des différents impôts levés auprès des paysans, en particulier de la dîme, un revenu lucratif.
La catégorie sociale sans contredit la plus influente était les chevaliers d’empire qui, en tant que seuls nobles de la principauté, n'avaient pas de rivaux. Il existait bien une noblesse de robe embryonnaire, mais elle était généralement rangée dans la bourgeoisie. Les chevaliers bénéficiaient de l'immédiateté impériale, c'est-à-dire qu'ils ne relevaient ni de la souveraineté, ni de la juridiction du prince-électeur, mais pouvaient en appeler directement à l'empereur. Après la Réforme, la plupart des princes-électeurs se recruteront dans cette noblesse d'Empire. En tant que privilégiés, les chevaliers étaient affranchis du paiement de l'impôt et des droits. Les vingt-quatre sièges du chapitre canonial leur étaient réservés, et au total à peu près 130 offices publics, dont 65 places d'honneur à la cour princière, les plus hauts grades de l'armée ainsi que l'emploi exclusif dans la garde princière.
Les classes restantes sont d'une part la bourgeoisie et les minorités tolérées, qui se concentraient dans les villes, et principalement à Mayence.
À la bourgeoisie appartenaient les négociants, les marchands et les artisans, c'est-à-dire des membres de corporations, car seules ces associations bénéficiaient des privilèges urbains : par exemple le droit de cité, l'exemption de la corvée et de l'ost, l'éligibilité aux emplois municipaux. Parmi les marginaux et les minorités tolérées, ces dernières étant les protestants et les juifs, on comptait les immigrants qui après un certain temps et sur prescription avaient la permission d'exercer un métier, mais ne pouvaient prétendre aux droits urbains.

## Économie
Au cœur de la vie économique de la principauté se trouvait Mayence. Moins industrieuse que sa voisine Francfort, c'était surtout un marché de rayonnement interrégional. La ville était entourée de terres fertiles, dont la culture intensive procurait du tabac, du chanvre, du millet, des fruits, des noix et surtout des céréales pour l'exportation. On exportait même du bois des forêts du Taunus et du Spessart. Il faut également mentionner sur ce chapitre la région du Rheingau, le plus riche vignoble d'Allemagne. Avec Cologne, Mayence partageait depuis 1495 le droit de foire, sur la route commerciale du Rhin.
Les marchandises acheminées par Mayence devaient être entreposées en ville et proposées au moins trois jours à la vente avant de pouvoir être rechargées sur un navire et être livrées à leur destination prévue. Les princes-électeurs étaient très vigilants sur l'application de ce privilège, car les droits perçus rejoignaient les caisses de l'État.
À la fin du XVIIIe siècle, l'économie de la ville était toujours aux mains des commerçants, bien que depuis 1462 ces derniers fussent assujettis à l'absolutisme du prince-archevêque. Un échevin nommé par le prince, puis à partir de 1782 deux commissaires de police devaient assister aux réunions des corporations. Aucune décision ne pouvait être prise sans l'assentiment du prince. Aussi les corporations n'étaient-elles plus que des administrations d'État. Mayence, surtout après l'octroi des libertés urbaines en 1462, fut globalement reléguée économiquement par Francfort.
Ce n'est qu'avec la politique mercantiliste de l'électeur Jean-Frédéric-Charles d'Ostein (1743-1763) que le commerce connut un regain d'activité. De 1730 à 1790, on note même une explosion aussi bien économique que démographique de la principauté.

## Le prince-électeur et le chapitre

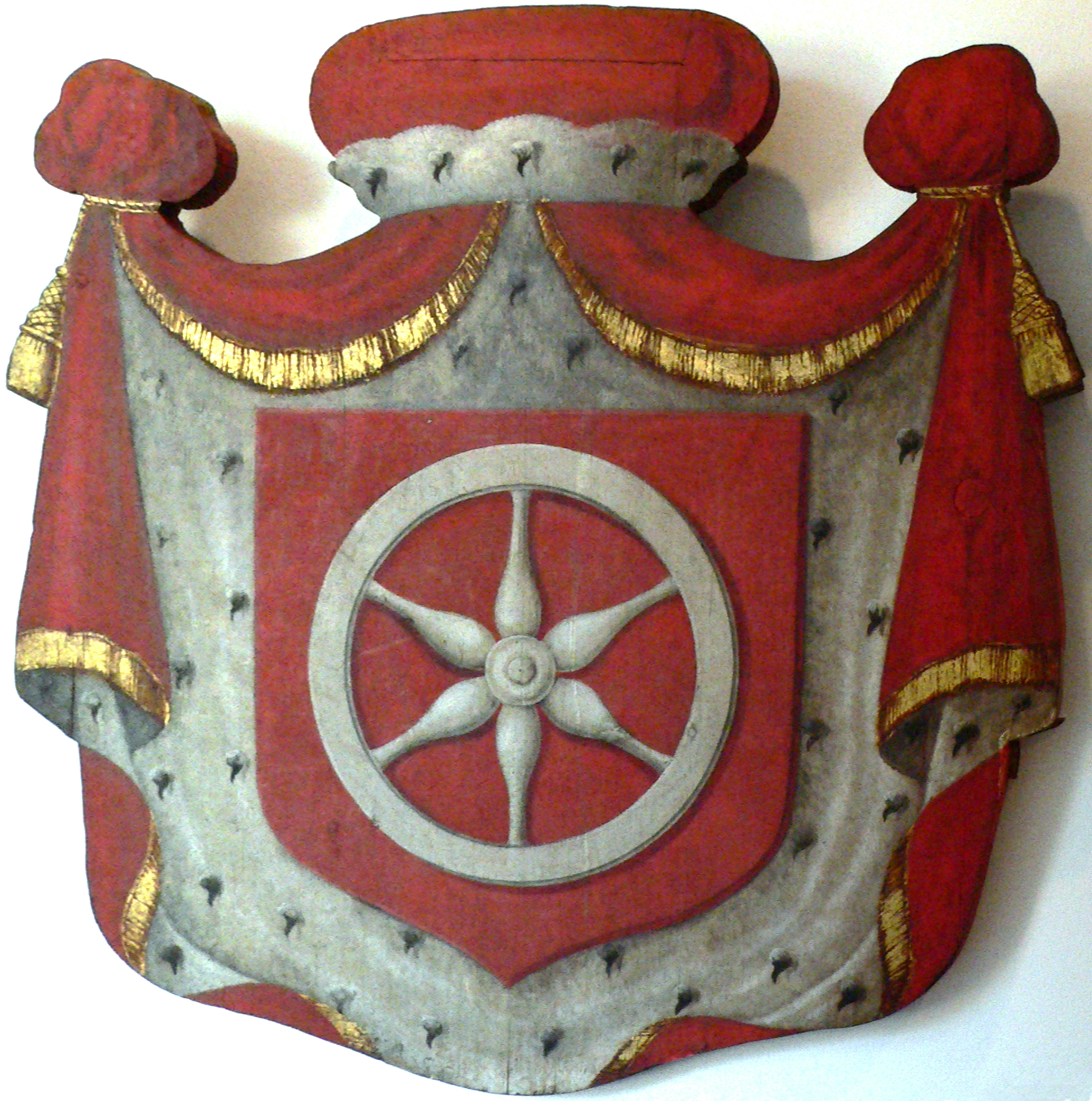
Blason de l’électorat de Mayence au milieu du XVIII (huile sur bois).

### Le prince-archevêque dans le Saint-Empire
Outre ses fonctions de prince allemand et d'archevêque, l'électeur de Mayence détenait une position éminente dans le Saint-Empire romain germanique. Il présidait le collège électoral, c'est-à-dire qu'il convoquait les six autres grands électeurs pour le choix du nouveau roi à Francfort-sur-le-Main. Il y avait la préséance pour l'élection du roi de Germanie et pour les délibérations sur les capitulations. Il avait en outre la charge du sacre et de l’onction du nouvel empereur. Il était de droit archichancelier, et sur le plan protocolaire le premier conseiller de la Diète d'Empire. Il exerçait le contrôle des archives de cette assemblée et détenait une position particulière au sein du Conseil aulique et du tribunal d'Empire. En tant que prince de l'État mandataire, la direction du cercle électoral du Rhin lui revenait. Toutefois la plupart de ces fonctions avaient plutôt un caractère représentatif, et en tant que telles prêtaient surtout un poids politique au prince-archevêque.

### Le chapitre de Mayence
Le chapitre canonial de Mayence comptait 24 sièges ou prébendes et possédait une souveraineté propre sur plusieurs terres, subordonnées directement à l'autorité de l'Empereur et sur lesquelles le prince-archevêque n'avait aucun droit de regard. Ces terres comprenaient la ville de Bingen et sept autres localités importantes. Le chapitre possédait en outre des terres non seulement dans la principauté elle-même, mais aussi dans les principautés voisines. Ces possessions assuraient aux chanoines de confortables revenus, qui financièrement représentaient 20 % du revenu global de l'archevêché.
Mais certains membres du chapitre disposaient aussi d'autres revenus du fait qu'ils siégeaient dans les chapitres d'autres diocèses ou paroisses, ou bien qu'ils cumulaient des fonctions temporelles particulières qui leur étaient réservées dans la principauté.
Le chapitre était dirigé par les chevaliers d'Empire, les Reichsritter. Ses membres se recrutaient exclusivement parmi les trois cercles de chevalerie d'Allemagne, soit la franconienne, la souabe ou la rhénane, et devaient faire la preuve que leurs seize grands-parents étaient déjà membres de la noblesse d'empire. Les sièges vacants étaient pourvus par cooptation, c'est-à-dire que le candidat était nommé par les chanoines et le prince-archevêque. En pratique, ce mode électif mena très tôt à la formation d'une oligarchie héréditaire. La principale attribution du chapitre était l'élection de l'archevêque et du prince-électeur ainsi que la formation du gouvernement d'intérim de la principauté à la mort du prince régnant, jusqu'à l'intronisation du nouveau prélat. Son influence devint prépondérante après les capitulations qu'il présentait avant chaque nouvelle élection au candidat, par lesquelles il demandait confirmation des privilèges antérieurs et y adjoignait de nouveaux, et sur lesquelles chaque nouveau prince-archevêque devait prêter serment à son entrée en fonctions.

### Les capitulations
Les capitulations formaient la constitution de la principauté, dans la mesure où l'on peut trouver un équivalent avec des institutions modernes. Elles prirent leur forme définitive avec la capitulatio perpetua de 1788, rédigée par le chapitre à l'occasion de l'élection du coadjuteur Dalberg. Ces ultimes capitulations (qui ne devaient pourtant jamais prendre effet) étaient considérées comme une forme de constitution, sur laquelle non seulement le prince-électeur et l'archevêque devait prêter serment, mais également les employés et les fonctionnaires de la principauté. Son contenu garantissait la prétention du chapitre à former l'assemblée délibérative (la diète) de l'électorat ; car depuis la guerre des Paysans de 1524-1525, il n'y avait plus à Mayence d’États provinciaux.
En outre, les capitulations imposaient que l'électeur ne pouvait acquérir ou céder de terre, ou contracter des dettes, sans l'approbation du chapitre. Il était tenu de défendre la religion catholique, d'accorder la préférence aux Catholiques pour les emplois publics, de maintenir les meilleures relations avec le Saint-Siège et les Habsbourgs ainsi que de marginaliser les autres formes de culte, dits hérétiques. Elles reconnaissaient en outre au chapitre un droit de veto. Mais la consultation de cette assemblée n'était requise qu'en matière financière, c'est-à-dire pour les impôts, le régime de la perception, ou la création de nouvelles taxes.
Au XVIIIe siècle ces capitulations perdirent graduellement de leur importance, car le pape (1695) puis parallèlement l'empereur (1698) les avaient officiellement interdites. Toutefois l'électeur Lothar Franz von Schönborn (1695-1729), qui pour l'occasion soutenait ouvertement le chapitre, put obtenir du souverain pontife un écrit faisant une exception pour les capitulations de Mayence. Lorsqu'en 1774, avant l'élection de Frédéric-Charles Joseph d'Erthal, l'effet de cette interdiction papale se fit plus nettement pressant, le chapitre alla jusqu'à rédiger d'une part un acte de capitulation officiel, et d'autre part une annexe secrète à cet acte, qui reprenait tous les articles qui avaient suscités l'opposition du Saint-Siège et de l'empereur.

### Les instances centrales du gouvernement

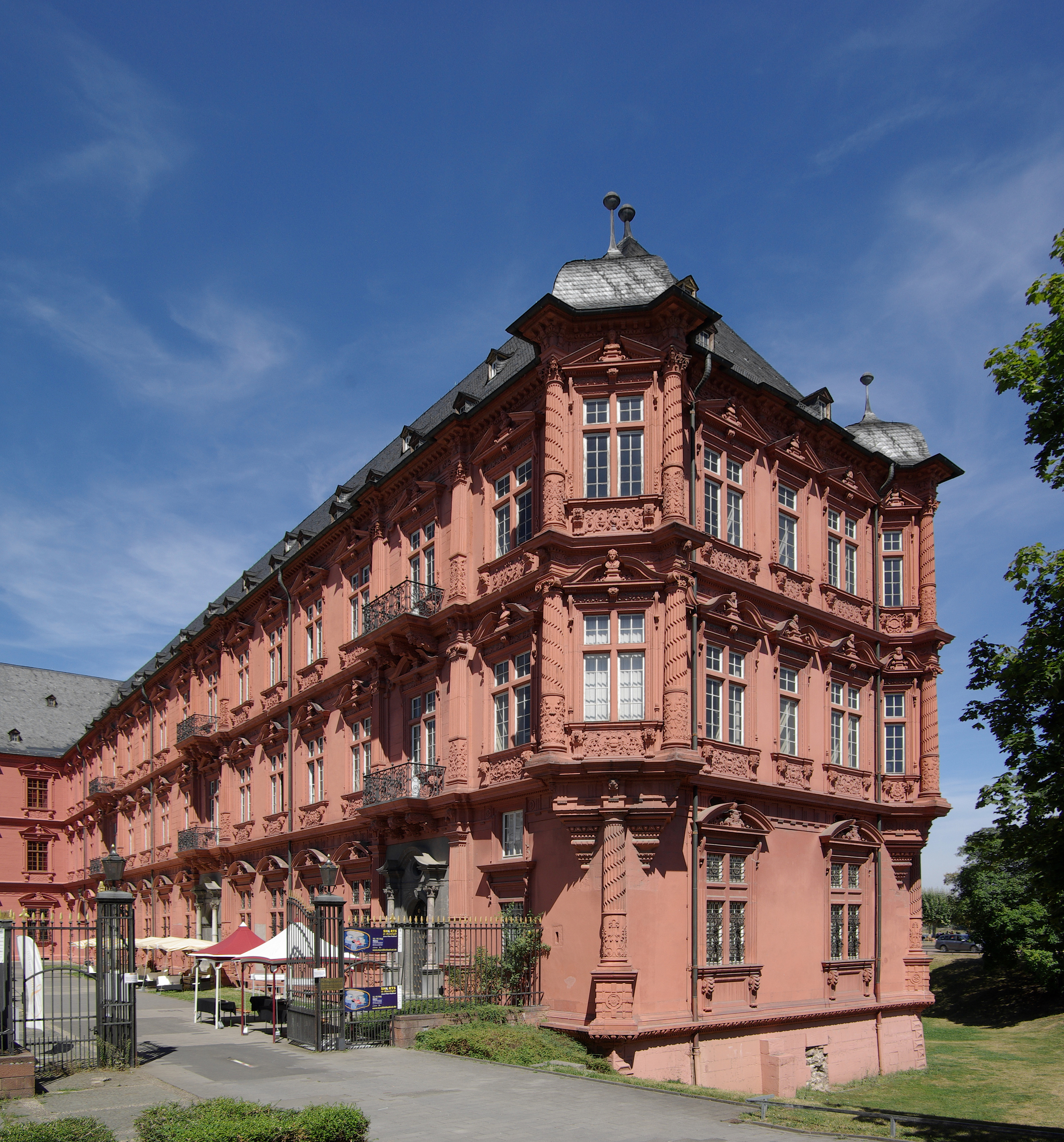
Le château des Princes-Électeurs (Mayence).

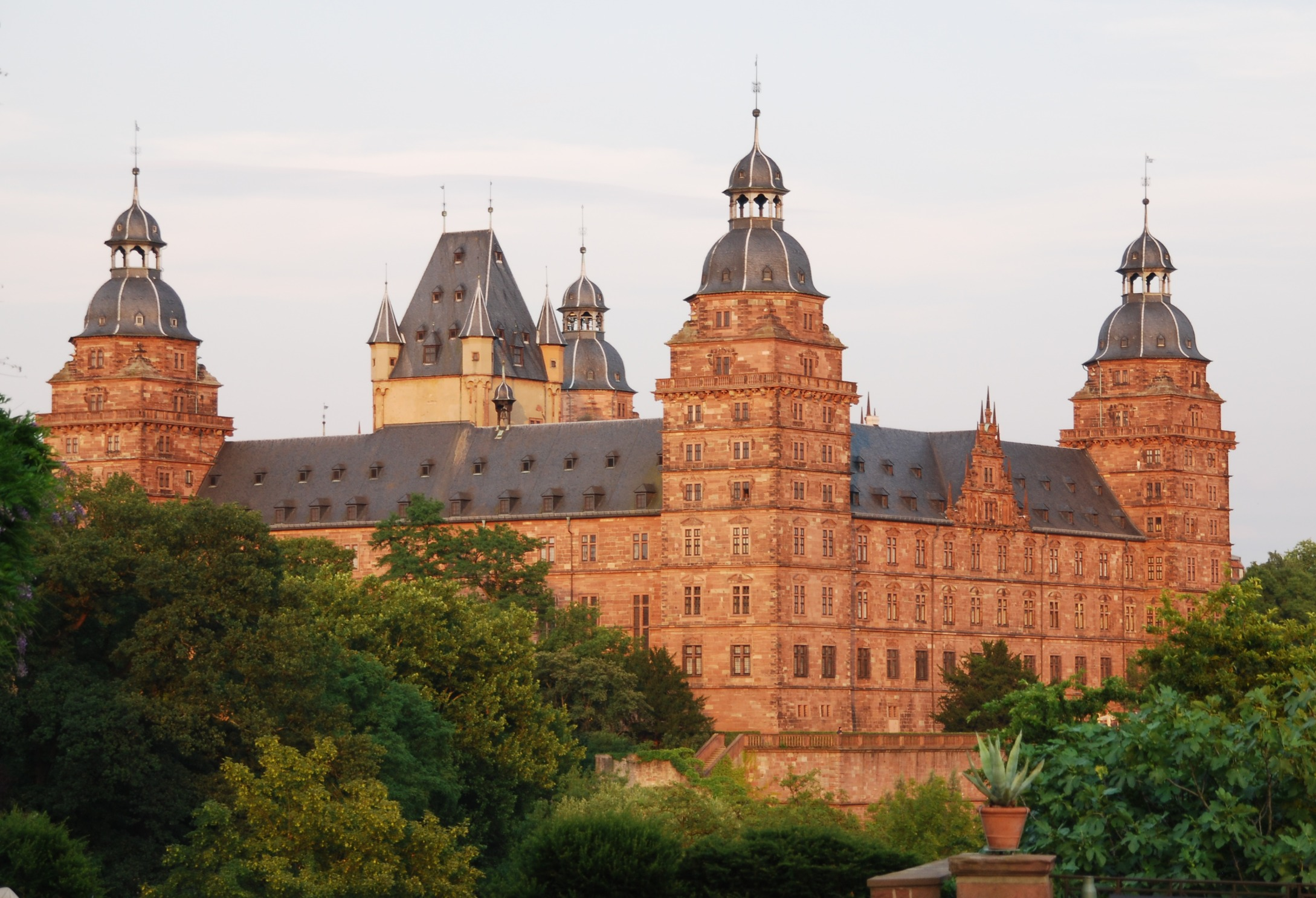
Le château de Johannisburg, résidence princière à Aschaffenbourg.

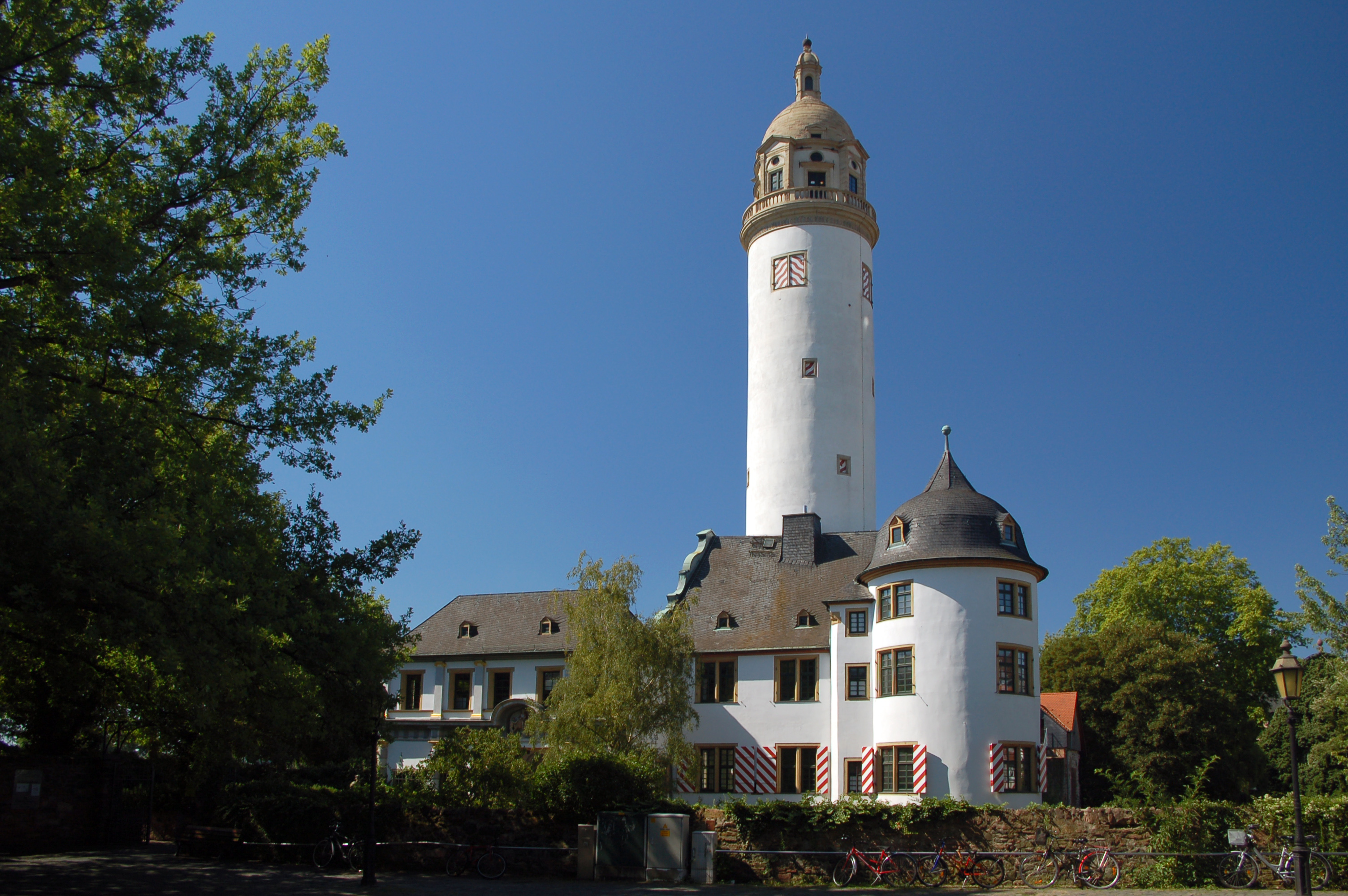
Le château de Höchst était la résidence des officiers l'archevêque de Mayence, dans l'ancienne ville Höchst sur le Main

#### La Chambre du Conseil (Hofrat)
Les origines du Hofrat sont obscures. Jusqu'à l'avènement d'Albert de Brandebourg (1514-1545) il n'y avait pas de conseil doté de prérogatives précises. Pourtant, c'est bien à la cour de l'archevêque que se prenaient les décisions. L'électeur Jakob von Liebenstein (1504-1508) décréta en 1505 le premier règlement connu, bien qu'au terme des capitulations, une assemblée de conseillers (Ratskollegium) eût dû être nommée dès 1459.
En 1522, l'électeur Albert mit sur pied un conseil permanent (resp. officiel) et donna par là à l’assemblée des conseillers une forme stable. Il comportait treize membres, dont neuf étaient nommés à discrétion de l'électeur, à savoir : le maître des requêtes, le chancelier, le maréchal, les deux émissaires du chapitre, deux juristes et deux représentants de la noblesse. En 1541, un nouveau règlement fut dressé pour le conseil et la chancellerie, qui éclaircissait également les compétences entre ces administrations centrales et les administrations territoriales.
Le collège se composait d'aristocrates et d'érudits. Au XVIe siècle, la durée de leur mandat était limitée à six ans. Le Conseil n'avait pas de lieu de réunion fixe : suivant la cour, il se réunissait tantôt à Mayence, tantôt au château de Johannisburg. Au début du XVIIe siècle, la structure du personnel fut modifiée. Au Maître des Requêtes et au maréchal, qui jusqu'alors détenaient seuls la présidence, on adjoignit en 1609 un Director in judicialibus (qui s'occupait des affaires judiciaires du diocèse) et un président du Conseil (nommé en 1693 Hofratspräsident).
La guerre de Trente Ans empêcha le développement de l'administration et donc aussi du Hofrat. Il n'y eut de nouvelles réformes de l'assemblée, essentiellement de nature probatoire, qu'en 1674. Seule l'amélioration du traitement des affaires criminelles prit quelque ampleur. Vers la fin du XVIIe siècle, le Hofrat reprenait peu à peu à son compte le jugement des affaires criminelles. En 1776, une chambre criminelle autonome fut créée.
À partir du XVIIe siècle, les membres du conseil furent nommés à vie, mais pouvaient être démis (à l'exception du président du Conseil, couvert par un article des Capitulations) par le prince-électeur. La position prééminente du président du Conseil tenait le maître des requêtes à l'écart du Conseil.
En 1674, le chancelier reçut l'appoint d'un Directeur de chancellerie. Les affaires du Hofrat étaient pour l'essentiel réglées par les conseillers experts, et les conseillers nobles n'étaient associés que de loin aux tâches administratives. En 1774, il y avait 31 conseillers nobles et 28 conseillers experts, et en 1790 49 membres au total.

#### Le conseil privé
Les plenums de ce Geheimrat prenaient un caractère de réunions privées. Ils permettaient au prince-électeur de s'entretenir d'affaires plus ou moins secrètes du diocèse avec un cercle restreint d’hommes de confiance, composé de quelques conseillers et de hauts fonctionnaires. Déjà Albert de Brandebourg avait, lors de la réforme du Hofrat en 1451, annoncé publiquement son intention de faire appel à des conseillers pour s'entretenir de questions confidentielles. On ne sait naturellement rien des travaux concrètement menés par ce Conseil privé.
La situation n'évolua qu'avec la sophistication de la haute politique du XVIIe siècle. Dans les années 1640, le conseil privé se réunissait régulièrement et avait fini par acquérir son propre domaine de compétence, auquel se rattachait au premier plan les Affaires étrangères. Son organisation se calquait sur celle du Hofrat.
À la mort de Jean-Philippe de Schönborn en 1673, le conseil privé perdit de l'importance. On lui substitua dans les années 1730 un conseil des ministres qui, à partir de 1754, dirigea la politique de long terme sous la présidence de l'électeur. En 1774, Frédéric-Charles Joseph d'Erthal dissout de nouveau cette assemblée, pour d'ailleurs la faire renaître l'année suivante sous le nom de Conseil d'État privé (Geheime Staatskonferenz). Elle regroupait des ministres et des conseillers privés, ainsi que 5 conseillers référendaires, dont deux portaient le titre de Geheimer Staatsrat. En 1781, on compléta le groupe d'un rapporteur aux affaires religieuses. Ce conseil exerçait une influence certaine sur l'électeur. À partir de 1790, on ne comptait plus que quatre ministres et conseillers privés, ce qui fait ressortir l'effectif démesuré du Conseil d'État privé au regard de l'autorité réelle de l'électorat. Le Conseil privé illustre combien, au fil des remaniements de l'administration et des réunions, la pression financière influait sur le prince-électeur.

#### La chambre des comptes (Hofkammer)
La chambre des comptes était chargée de la perception des recettes et de l'exécution des dépenses, aussi bien pour le compte de la maison princière et de la cour que pour la principauté. L'électeur n'avait à consulter le chapitre que pour les dépenses extraordinaires ; pour le reste, une simple décision de sa part suffisait, à condition qu'il respecte l'objet de la dépense, qu'il devait chaque fois publier. Les autres attributions de la chambre des comptes étaient la participation à l'administration des manufactures, des mines et des salines, puis à partir du XVIIe siècle la protection des fonctionnaires locaux. L'électeur Jean-Philippe de Schönborn lui abandonna pour un temps les droits de chasse et de bûcheronnage. Les affaires militaires, qui relevaient également de cette chambre, échurent en 1690 à une nouvelle administration, qui toutefois restait sous tutelle du Hofkammer.
À l'origine, c'est une réforme de 1522 qui confie l'administration des finances du prince-électeur au Hofrat. Mais bientôt on lui retire cette compétence pour la confier à une Rechenkammer puis une Rentkammer, rebaptisée de nouveau par la suite Hofkammer. La direction de cette administration incombait au « secrétaire » (Kammerschreiber), un poste qui existait déjà en 1505, mais n'était qu'une fonction subalterne. L'effectif du personnel s'accrut au fil des décennies. Dans la première moitié du XVIIe siècle, le Hofkammer fut transformé en une assemblée délibérative, dirigée par un Kammerpräsident dont la fonction n'était que représentative. Les dossiers étaient traités en pratique par le secrétaire, qui prit en 1667 le titre de « directeur ». À partir de 1740, le Hofkammer comptait 12 membres, tous issus de la bourgeoisie jusqu'au niveau du directeur. Son origine roturière faisait qu'il était dédaigné de la Noblesse, bien que les membres de cette chambre des comptes fussent mieux rémunérés que les conseillers du Hofrat.

#### Le tribunal princier (Hofgericht)
Le tribunal princier (Hofgericht) remonte aussi à l'action réformatrice du prince Albert de Brandebourg. Les défauts dans la justice et les directives du règlement de la cour de la chambre impériale (Reichskammergericht) de 1495 le poussèrent à la rédaction d'un règlement du tribunal princier, dont la version finale de 1516 fut confirmée le 21 mai 1521 par l'empereur Charles Quint. Elle valait pour l'entière principauté à l'exception de l'Eichsfeld, pour lequel un niveau de juridiction intermédiaire fut créé, et de la ville d'Erfurt, qui juste à ce moment-ci se révolta à la domination de l'archevêque. Par conséquent, le règlement du tribunal princier entra en vigueur à Erfurt seulement en 1664.
Au contraire de la chambre des comptes et de la chambre du conseil, le tribunal princier ne suivait pas la cour, mais il avait siège perpétuel à Mayence. Il était compétent en première ainsi qu'en deuxième instance. La compétence de première instance incluait des procès d'un intérêt particulier pour l'archevêque, des procès des nobles, des hauts magistrats et de toutes les personnes sans juridiction spécifique, y compris les étrangers, qui s'adressaient à la justice. En outre, le prince et la chambre du conseil pouvaient renvoyer tous les procès au tribunal princier. Mais la fonction principale du tribunal était l'instance d'appel. Il décidait de tous les recours contre les jugements prononcés par les tribunaux inférieurs, même sur ceux qui étaient émis en première instance par des Juifs devant le rabbin. En outre, le tribunal jugeait les abus de droit, comme le déni de justice, les manœuvres dilatoires ou la forfaiture. Au contraire, le tribunal n'était pas compétent pour les procès des ecclésiastiques, des officiers et des serviteurs de la cour, ainsi que des personnes qui habitaient dans la ceinture urbaine. La procédure pénale était, comme on l'a déjà dit, de la compétence de la chambre du conseil (ensuite, à partir de 1776, de la chambre pénale).
Le tribunal princier était occupé essentiellement par du personnel qui n'était engagé dans aucun autre service public. Seul le Bureau du juge, qui était au sommet de l'administration, était lié à d'autres bureaux comme celui du vidame de Rheingau, de sorte qu'avec le temps il se réduisit à une sinécure. Pourtant, à partir du XVIIe siècle, la charge du président du tribunal princier fut instituée, qui cependant était également devenue une sinécure en 1742. La présidence du tribunal fut alors assumée par un des assesseurs (juges) experts affectés au tribunal, qui prit le titre de directeur du tribunal princier. Originairement il y avait eu dix de ces juges, dont cinq aristocrates et cinq experts. Les juges aristocratiques, cependant, avec le temps ne remplirent plus leurs obligations, et la situation n'évolua que lorsque le tribunal devint une étape de passage pour être nommé à la chambre du conseil. En 1786 il y avait 30 assesseurs. Le travail du tribunal était surtout assuré par les assesseurs de la chambre du conseil, qui furent ensuite nommés conseillers de la chambre du conseil et, à partir de 1662, furent assimilés aux conseilleurs de la cour.

#### Les officiers
Les fonctionnaires ou officiers employés par l’électorat étaient traités par le prince de façon patriarcale. Si les plus hauts officiers étaient très largement rémunérés, les autres l'étaient fort peu ce qui contraignait les sujets à acquitter des droits élevés chaque fois qu'ils consultaient une administration : ces droits procuraient aux fonctionnaires un complément de revenu. Ainsi les agents de l'État ne se souciaient pas seulement de l'intérêt public, mais aussi de leur intérêt propre, une attitude dont pâtissait l'administration. Par le biais des capitulations successives, le chapitre se réserva les postes les plus lucratifs tout en s'assurant un contrôle sur l'administration, de sorte qu'en tout cas rien ne se faisait sans qu'elle en soit prévenue. Cela dit, l'administration, malgré quelques lacunes structurelles, procurait au prince-électeur un outil fiable auquel le chapitre n'avait rien à opposer.

#### Les progrès de l'absolutisme
L'immédiateté impériale des chanoines, les Capitulations et le fait que certains offices leur étaient réservés au sein de l'administration procuraient au chapitre des privilèges, une immunité et une influence sur la politique. Il aurait pu en tout état de cause s'opposer à un électeur tyrannique. Mais cela a conduit aussi à une certaine dualité du pouvoir au sein de la Principauté quoiqu'en pratique, seul l’électeur et ses proches conseillers prissent les décisions politiques. Des rentrées fiscales régulières et des fiefs étendus permettaient du moins à l’électeur une politique intérieure relativement indépendante.
En tant qu’officiers dans l'administration, les chanoines devaient mettre en application les ordres du prince-électeur de peur de perdre leur place. Ils étaient donc plutôt contraints de se soumettre au Prince que de défendre trop exclusivement les intérêts du chapitre. Les deux objectifs pouvaient coïncider si les chanoines parvenaient à faire recruter les membres de leur famille par l'administration.
D'un autre côté, électeur et membres du chapitre provenaient le plus souvent de la même couche de la société et donc partageaient des intérêts communs. Le respect mutuel et la pondération qui réglaient leurs relations étaient la clef d'un gouvernement pérenne. Les électeurs avaient un intérêt dynastique à faire entrer le plus grand nombre possible de parents au sein du chapitre, où se recruterait peut-être le candidat à leur succession, pour stabiliser le gouvernement. Vu sous cet angle, les princes-électeurs ne pouvaient être insensibles vis-à-vis des intérêts du chapitre.
Il existait donc une sorte de symbiose entre l'électeur et son chapitre : ils dépendaient tous deux l’un de l’autre, tout en essayant de limiter leurs pouvoirs respectifs ; mais au cours du XVIIIe siècle, les électeurs, en particulier lorsqu'ils surent agir en princes éclairés, prirent l'ascendant en s'assurant le contrôle de l'administration et des autorités. Finalement, c'est peut-être par le terme de monarchie élective qu'il conviendrait de qualifier la principauté de Mayence au cours de ce siècle.
Il importe de mentionner qu'aussi bien l'électeur que le Chapitre étaient en règle générale partisans de la monarchie Habsbourg, parce que la survie de Mayence, en tant que principauté ecclésiastique, dépendait de la survie du Saint-Empire. Cela donnait en retour aux Habsbourg un levier, essentiellement financier, sur le choix du prince électeur de Mayence.

### Les autorités territoriales

#### Les vidames
Le vidame était à l'origine un employé de l'administration centrale de l'archevêché. Comme la souveraineté de l'archevêque (il n'était pas alors question d'états électeurs) s'étendait à plusieurs centres géographiques, il était nécessaire de déconcentrer l'administration de ces pays. L’archevêque Adalbert Ier de Sarrebruck (1112-1137) nomma par conséquent en 1120 quatre vidames pour les fiefs de Mayence-Rheingau, Aschaffenburg, Eichsfeld-Hesse et Erfurt. Ils étaient une instance intermédiaire entre le gouvernement et les administrations locales.
Il n'y avait pas de délimitation claire du diocèse géré par un vidame. L'autorité du vidame se définissait selon le degré d’autonomie des villes telle que l'appréciait l'archevêque Siegfried III von Eppstein (1230-1249). Lorsqu'en 1462 par exemple le chef-lieu du Rheingau retourna dans le domaine du prince-archevêque, ce dernier y nomma deux vidames, l'un pour la ville et l'autre pour les campagnes environnantes. L'administration du Rheingau devait subsister jusqu'à la chute de l'électorat.
La souveraineté du vidame d'Augsburg comprenait à l'origine les territoires autour de la vallée du Main, de celle du Tauber, les forêts de Spessart et d’Odenwald. Mais ce domaine se rétrécit au cours des siècles. En 1773, l'administration était supprimée, et en 1782 elle était confiée à un « directeur ».
Pour ce qui est de la Hesse et de l'Eichsfeld, la compétence revenait au vidame du Rusteberg en Thuringe. À vrai dire pour la Hesse une administration régionale propre avait déjà été créée en 1273. Cet office était alors une charge héréditaire appartenant à la lignée des Hanstein : elle fut convertie en sinécure. En 1323, cette famille noble racheta l'office à l'archeveché. C'est ainsi qu'en 1354 on nomma à Rusteberg un haut-bailli pour administrer la Hesse, la Thuringe et l’Eichsfeld, dont le bailliage devait dès 1385 être partagé entre un bailliage de Hesse-Westphalie et un bailliage d'Eichsfeld, Thuringe et Saxe. En 1732, on remplaça les baillis par des gouverneurs (Statthalter).
À Erfurt, cette charge de vidame devint héréditaire peu après sa création dans la première moitié du XIIe siècle. Comme dans le cas du Rusteberg, les titulaires finirent par racheter l’office de vidame à l'archevêché (1342). Par la suite, l'administration fut exercée par des curateurs épiscopaux ; le titre de vidame n'avait pas disparu, mais avait perdu sa signification initiale pour devenir un titre de noblesse. Il ne devait reprendre sa signification concrète de représentant territorial qu'en 1664, puis en 1675 on institua un gouverneur à la place.
Par contraste avec les vidamés du Rheingau et d’Aschaffenburg, les gouverneurs d’Eichsfeld et d’Erfurt exerçaient une autorité étendue. On retrouve cette idée dans les dénominations d'État princier d'Eichsfeld (Kurfürstlich mainzischer Eichsfelder Staat).
Les domaines de compétence du vidame embrassaient avant tout les affaires judiciaires et militaires, pour lesquels il y avait des sièges séparés. Le vidame fut par contre très tôt (au XIVe siècle) dessaisi des affaires d'État (le contrôle des marchandises et des impôts) lors de la création du Hofrat.

#### Les employés
L'extension territoriale de la principauté rendit indispensable de prolonger la division du territoire en quatre vidamés, par des subdivisions administratives. Cela conduisit à créer des juridictions qui siégeaient généralement dans des châteaux, raison pour laquelle au XVIe siècle, l’officier local était encore un burgrave. C'est aussi tout le temps qu'il fallut pour conférer à la structure administrative une forme stable. Les fluctuations territoriales (par ex. par échange ou acquisition) ainsi que la dépendance financière et militaire vis-à-vis des burgraves, d’archevêques notoirement désargentés, s'y opposaient jusque-là.

## Les procès en sorcellerie
Jusqu'au changement de doctrine de l'Église inauguré par la bulle Summis desiderantes affectibus il n'y avait pas de persécution de sorciers à Mayence, et d'ailleurs l'archevêque Berthold von Henneberg voyait d'autres urgences à régler dans son diocèse et sa principauté que l'exhortation du pape Innocent VIII à venir au secours des inquisiteurs Henri Institoris et Jacques Sprenger. Pourtant il y eut au long du XVIe siècle toujours plus de plaintes pour calomnie, qui chacune donnèrent lieu à des procès de justice aux issues diverses.
La situation changea en 1594, lorsqu'avec la connivence de l'archevêque Johann Adam von Bicken et de son successeur Johann Schweikhard von Kronberg eurent lieu, particulièrement dans le haut diocèse (le districit mayençais d'Aschaffenburg) un grand nombre de procès en sorcellerie se soldant par des centaines de condamnations au bûcher. L'archevêque Jean-Philippe de Schönborn fut l'un des premiers princes d'Allemagne à mettre un terme au milieu du XVIIe siècle à ces rumeurs de sorcellerie, en s'opposant par décret aux accusations de sorcellerie sporadiques.
Il n'y eut de campagne de persécution aussi massives que celles survenues entre 1594 et 1618 à Mayence, que dans le sud de l'Allemagne, lors des séries de procès de Bamberg et Wurtzbourg, ainsi qu'Eichstätt et Ellwangen.

## Les derniers princes-électeurs (XVIIIesiècle)

### François-Louis de Palatinat-Neubourg (1729-1732)
Dans la mesure où le coadjuteur François-Louis de Palatinat-Neubourg n'a régné que trois ans comme prince-archevêque, il est difficile de caractériser sa politique. Beau-frère de l'empereur Léopold Ier, pour l’essentiel, il s’est reposé sur la politique de son prédécesseur. Il n'y a ici à mentionner que les réformes visant à améliorer la formation des prêtres et des magistrats. Il n'eut pas conflit avec le chapitre canonial, car il avait auparavant convenu de capitulations avec lui et s'était engagé à les respecter.

### Philipp Karl von Eltz-Kempenich (1732-1743)
Philipp Karl von Eltz était le chef de chœur de la cathédrale de Mayence ; il fut élu prince-archevêque sur recommandation de l’empereur Charles VI, neveu de François-Louis de Neubourg, en 1732. Il poursuivit une ligne pro-Habsbourg traditionnelle et s'était clairement déclaré en faveur de la Pragmatique Sanction, qui régissait la succession de la maison d'Autriche.
Ses relations avec l'Autriche ne se dégradèrent qu'en 1742, lorsque par son vote, il fit pencher l'élection à la succession de l'Empire en faveur de l'électeur de Bavière Karl Albrecht au détriment de François-Étienne de Lorraine, époux de Marie-Thérèse d'Autriche, fille et héritière du défunt Charles VI.
Philipp Karl avait fréquenté pendant deux ans le Collegium Germanicum de Rome et pour cette raison, sa formation religieuse était supérieure à celle des autres archevêques électeurs. Cette supériorité se manifeste dans son activité religieuse plus suivie. Sur le plan temporel, il pouvait également se prévaloir d'une expérience de vingt années en tant que président du gouvernement : il fit diminuer la dette publique de l'électorat.

### Jean-Frédéric-Charles d'Ostein (1743-1763)
Avec Jean-Frédéric-Charles d'Ostein s'ouvre à Mayence l'ère du despotisme éclairé. Il n'était pourtant pas le véritable dirigeant en pratique, car son chancelier Anton Heinrich Friedrich von Stadion (de), qui s'était déjà assuré les plus hautes fonctions sous les règnes de ses deux prédécesseurs tenait les rênes de la politique. Stadion était influencé par le mouvement français des Lumières, ce qui est visible dans ses réformes.
Il voulait que l'archevêché rattrape le niveau des autres états temporels du Saint-Empire. Il se consacra pour cela essentiellement à l'économie, qui avait beaucoup souffert des opérations militaires françaises de Rhénanie entre 1740 et 1748. Afin de revivifier le commerce, il créa en 1746 le Mainzer Handelsstand, se lança dans le tracé de nouvelles voies de communication, la construction de nouveaux entrepôts, l'inauguration d'un marché aux vins permanent, décréta une foire bisannuelle et améliora la circulation des devises. La plaque tournante du commerce en Rhénanie commença à basculer de nouveau de Francfort vers Mayence.
L'Église ne fut pas tenue à l'écart des réformes. En 1746, une loi fut votée qui interdisait le legs de biens immobiliers à l'Église. Elle exigeait même le retour de terres ecclésiastiques à des particuliers.
D'autres mesures prises sous le gouvernement de Johann Friedrich et de son chancelier concernent l'amélioration de l'éducation élémentaire et la protection sociale ainsi que l'unification du droit civil mayençais (1756).

### Emeric-Joseph de Breidbach de Burrisheim (1763-1774)
Le baron (Freiherr) Emeric-Joseph de Breidbach de Burrisheim est le plus éminent prince-archevêque de Mayence du XVIIIe siècle. C'est sous son règne que les principes des Lumières furent mis systématiquement en application. S'il se borna sur le plan économique à poursuivre la politique mercantiliste de son prédécesseur (il n'y eut guère de grande réforme économique), il se consacra d'autant plus à la réforme de l'éducation. Il s'employa surtout à circonscrire l'influence des ordres religieux, en particulier celle des Jésuites, qui contrôlaient les universités et les lycées. Ses tentatives ne devaient toutefois aboutir qu'avec la dissolution de l'ordre par le pape Clément XIV en 1773.
Pour donner aux lycées et à l'université une autonomie financière, Emeric-Joseph dispersa des congrégations devenues fantomatiques, réquisitionna leurs biens et restreignit les privilèges des religieux. Cela provoqua en 1771 l'opposition du chapitre canonial, qui s'inquiétait de la perte de ses propres possessions et de ses privilèges, mais qui dut finalement s'incliner devant l'archevêque. Ces mesures contribuèrent à améliorer le niveau d'instruction, et à introduire dans l'enseignement de nouvelles disciplines plus tournées vers la pratique, notamment les sciences de la nature, qui faisaient des enfants non plus seulement de bons chrétiens, mais aussi et surtout des citoyens productifs.
Avec les deux autres électeurs archevêques, Emeric-Joseph s'efforça, de 1768 à 1770, à réduire l'autorité du pape sur les affaires de son diocèse. Mais ce fut un échec à cause des désaccords entre les trois prélats, du soutien défaillant de l'empereur Joseph II et du pape Clément XIII peu enclin à faire des concessions.
En résumé, le règne d'Emeric-Joseph, comme celui de ses prédécesseurs, se traduit par une sécularisation de la politique, ainsi qu'une dissociation croissante de ses fonctions temporelles et spirituelles.
Du côté de ses sujets, qui traditionnellement étaient encore très attachés à l'Église, mais aussi du côté du chapitre, qui se voyait menacé sur ses positions, les réformes paraissaient anticléricales et créaient une menace pour la religion catholique. C'est pourquoi après la mort de l'archevêque Emeric-Joseph, le chapitre porta son choix sur un successeur qui, croyaient-ils, ferait machine arrière.

### Frédéric-Charles Joseph d'Erthal (1774-1802)
Frédéric-Charles Joseph d'Erthal, longtemps chef du parti conservateur au sein du collège des chanoines, fut élu par le chapitre canonial en tant qu'archevêque avec l'idée de poursuivre les mesures réactionnaires engagées depuis la mort d'Emerich-Joseph. Mais à peine entré en fonctions, Friedrich Karl revint au despotisme éclairé de son prédécesseur. Il mena à terme la réforme scolaire, réorganisa l'Université par l'introduction de disciplines libérales, sécularisa les biens des communautés religieuses pour financer ses projets, pour former des citoyens productifs et pouvoir s'appuyer sur des fonctionnaires instruits. On ouvrit également les écoles aux non-catholiques, protestants et juifs.
La protestation du chapitre ne fut plus aussi énergique que par le passé, car entre-temps de nouveaux chanoines en faisaient partie, qui avaient été formés aux idées avancées. Parmi les autres réformes du règne de Karl Friedrich, mentionnons la réforme de l'Église, comme la suppression de certaines cérémonies surannées, la restriction du nombre de pèlerinages, l'introduction de la langue allemande dans certains offices divins, l'amélioration de la formation des prêtres, la réglementation de la détention, une réforme agraire ainsi que diverses mesures sociales.
Ainsi l'État s'efforçait de prendre l'initiative et d'intervenir sur tous les domaines de la vie civile. Outre la résistance du chapitre canonial et du peuple, pour qui les réformes allaient trop loin, la bureaucratie de la principauté était dépassée. Il y eut des difficultés pour appliquer les réformes, qui échouèrent en partie parce que l'administration ne sut pas les imposer.

### La dissolution de l'électorat
Contrecoup de la Révolution française, Mayence fut, en 1790-1791, secouée par des révoltes d'étudiants, d'artisans et de paysans, ainsi que d'Émigrés français. En 1792, le prince-électeur et le chapitre canonial s'enfuirent à Aschaffenbourg, et la ville de Mayence fut occupée par les Français. Après l'intermède de la république de Mayence et la reprise de la ville par la coalition austro-prussienne, les territoires de l'électorat situés sur la rive gauche du Rhin furent en 1797 cédés à la France au traité de Campo-Formio.
Sur la rive droite du Rhin, Charles-Théodore de Dalberg, qui avait été élu coadjuteur en 1787, prit la succession du gouvernement à l'abdication de Friedrich Karl en 1802. Le chapitre persistait dans son opposition, mais le temps de son influence politique était révolu. Le nouveau diocèse de Mayence, né du concordat de 1801, fut confié à l'évêque  Joseph Ludwig Colmar.

## Littérature
- Grégory Clemencin, Kurmainz - Mayence: De la capitale électorale à la préfecture du département du Mont-Tonnere. Évolutions institutionnelles, administratives, judiciaires et sociales (1774-1814). (diplôme maîtrise del'Université Johannes Gutenberg de Mayence en 2000)
- Georges Livet, Recueil des instructions données aux ambassadeurs et ministres de France depuis les traités de Westphalie jusqu'à la Révolution française. États allemands. T. 1, L'électorat de Mayence, Paris : CNRS, 1962